# Луговое (Николаевская область)
Луговое (укр. Лугове) — село в Березанском районе Николаевской области Украины.
Население по переписи 2001 года составляло 380 человек. Почтовый индекс — 57430. Телефонный код — 5153. Занимает площадь 1 км².

## История
В 1946 году указом ПВС УССР хутор Кокушина переименован в Луговой.

## Местный совет
57460, Николаевская обл., Березанский р-н, с. Рыбаковка, ул. Почтовая, 7; тел. 9-92-31.